# Auguste Kux
Auguste Kux (geboren 18. Juli 1828 in Torgau; gestorben im 19. oder 20. Jahrhundert) war eine deutsche Köchin und in Hannover tätig als Vorsteherin der Hannoverschen Kochschule. Sie verfasste insbesondere zahlreiche, teils in vielfachen Auflagen erschienene Kochbücher. Sie war die Mutter der ebenfalls als Kochbuchautorin tätigen Lina Kux.
Fräulein Auguste und „Frl. Lina Kux“ betrieben ihre von beiden auch geleitete Kochschule im eigenen Haus in Hannover ab April 1879 unter der Adresse „Bahnhof 20“.

## Schriften (Auswahl)

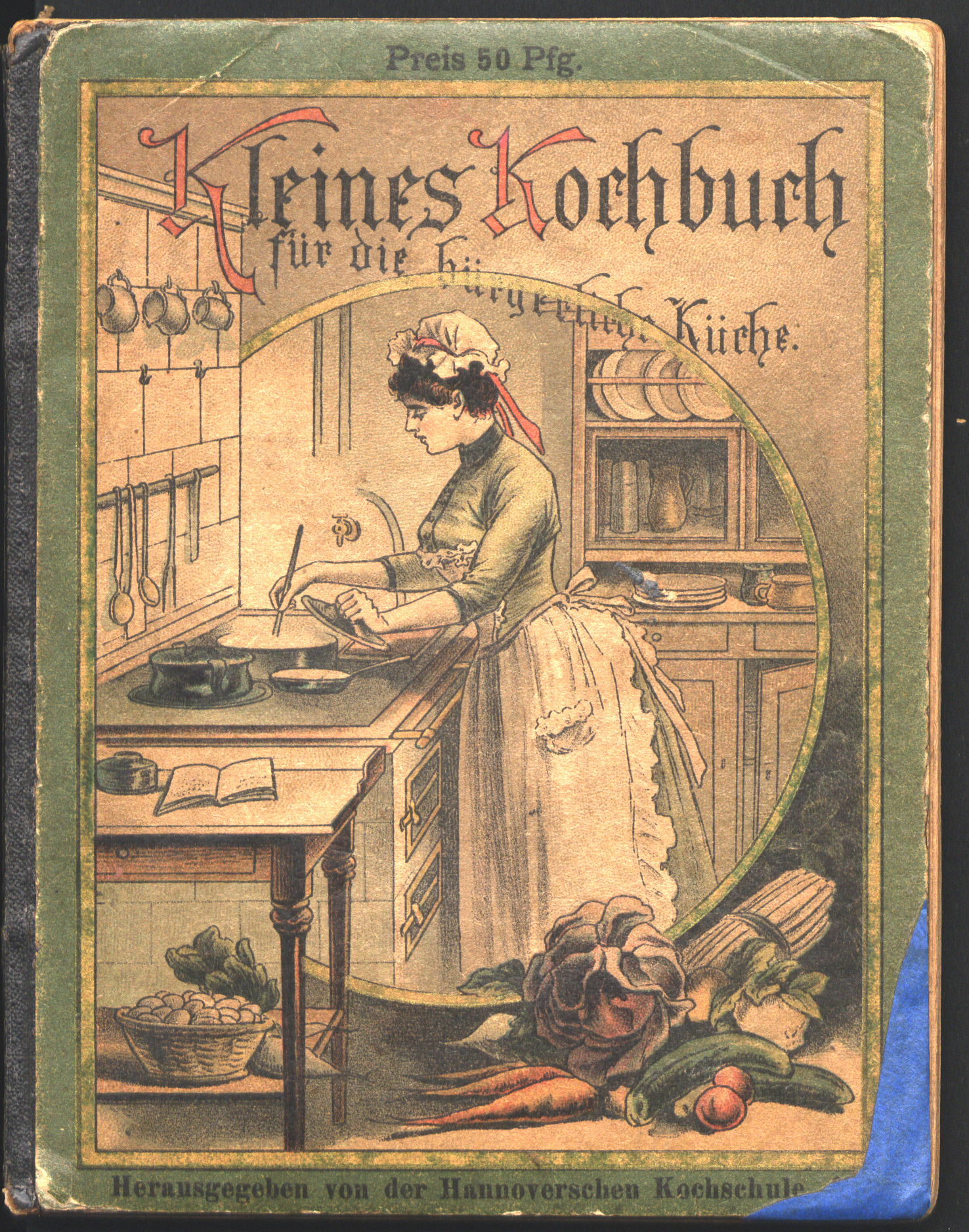
Kleines Kochbuch für die Bürgerliche Küche;
vielfarbig illustrierter Umschlagtitel von 1890

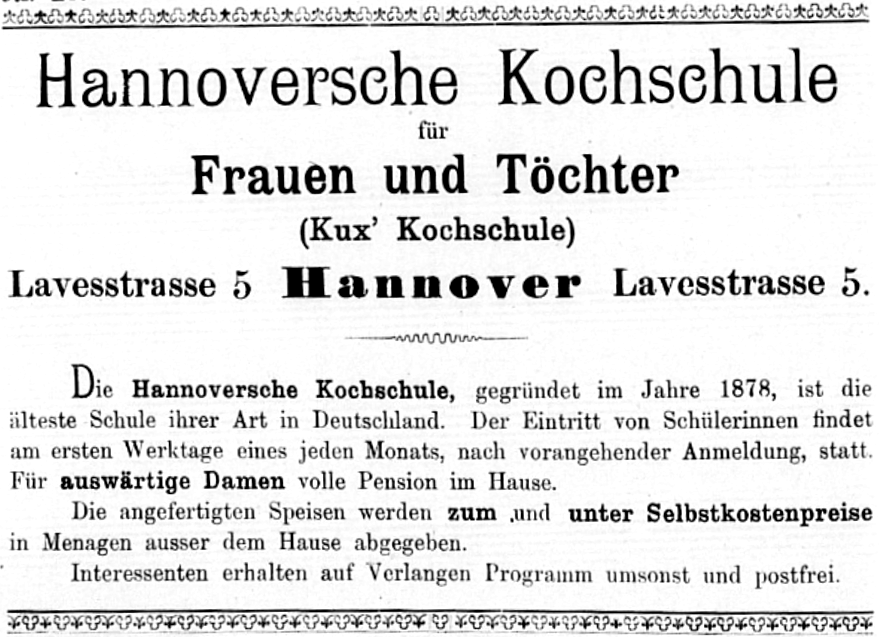
Geschäftsanzeige für die 1878 gegründete Hannoversche Kochschule „für Frauen und Töchter (Kux Kochschule)“;
im Adressbuch der Stadt Hannover von 1900

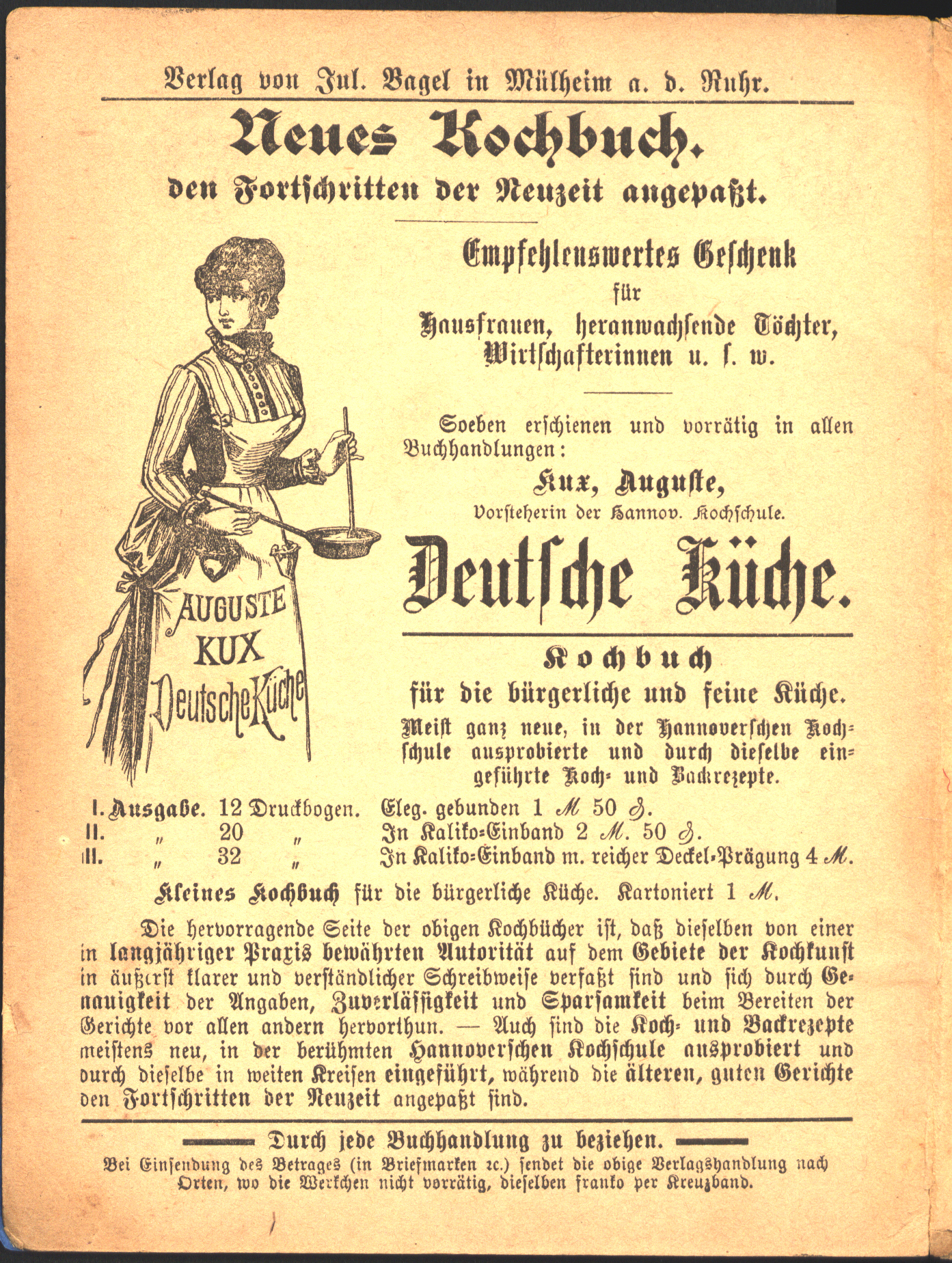
Illustration zur Deutschen Küche

- Die Feldküche: Gründliche Anleitung für Jedermann die Speisen im Manöver und Felde mit den gegebenen Mitteln möglichst wohlschmeckend und nahrhaft zuzubereiten, Berlin: Ernst Siegfried Mittler und Sohn, königliche Hofbuchhandlung, 1878.
  - Reprint: Salzwasser Verlag, 2012, ISBN 978-3-86444-348-0.
  - Norderstedt: Hansebooks GmbH, 2017, ISBN 978-3-7433-1577-8.
- Kochbuch oder gründliche Anweisung, einfache und feine Speisen mit möglichster Sparsamkeit zuzubereiten, unter besonderer Berücksichtigung der Fortschritte, die in der Chemie gemacht sind. Nebst einem Anhang …, Berlin: Dörner 1877
  - 6. Auflage, Berlin 1881.
- Carne pura-Kochbuch. Erste populäre Anleitung, naturhafte, schmackhafte und billige Speisen aus den Carne pura-Nahrungsmitteln zu bereiten. 187 vom Verstande der Hannoverschen Kochschule verfasste und ausprobirte Carne pura-Kochrezepte, 5. Auflage, Berlin 1883.
- Carne pura-Kookbock. Algemeene handleiding tot het bereiden van voedzame, smakelijke en goedkoope spijzen uit de carne pura-voedingsmiddelen ; 187 carne pura-Kookrecepten …, Utrecht: Bijleveld, 1884.
- „Hausmannskost“. Kochbuch für Gesunde und Kranke, oder Populäre Anleitung zur wohlfeilen und schmeckhaften Zubereitung aller Arten Speisen, 4. Auflage, Guben: Druck und Verlag von Albert Koenig, 1886.
- Die Fischküche. Gründliche u. allgemein faßliche Anleitung zur Bereitung aller Gerichte von Süßwasser- u. Seefischen, Krebsen, Hummern ua. nebst den dazu gehörenden Saucen, Mülheim a.d. Ruhr: Bagel 1889.
- Die Kartoffel-Küche. Gründliche Anweisung zur Bereitung der verschiedensten Speisen von Kartoffeln, als Klöße, Salate, Puddings, Aufläufe, Mehlspeisen, … , 2. Auflage, Mühlheim a.d. Ruhr: Bagel 1890.
- Kleines Kochbuch für die bürgerliche Küche. Enthält meist ganz neue, in der Hannoverschen Kochschule ausprobierte und durch dieselbe eingeführte Koch- und Backrezepte, das Konservieren, sowie Anleitung zur Zubereitung der warmen und kalten Getränke, Mülheim an der Ruhr: Julius Nagel Verlag, [circa 1890].
- Kleines Kochbuch. Über 200 ausgewählte Rezepte aus dem großen Kochbuche "Deutsche Küche"; sämtliche Rezepte sind in der Hannoverschen Kochschule ausprobiert, Mühlheim: Bagel, [ca. 1890]; urn:nbn:de:bsz:14-ppn3127372708.
- Koch-Lehr-Buch für Haushaltungsschulen und zum Selbstunterricht, ausgearbeitet von Auguste und Lina Kux, Hannover: Klindworth Verlag, [ca. 1894].
- Deutsche Küche. Kochbuch für die bürgerliche und feine Küche, 5., verbesserte und vermehrte Auflage, 3. Ausgabe, enthält meist ganz neue, in der Hannoverschen Kochschule ausprobierte und durch dieselbe eingeführte Koch- und Backrezepte, Mülheim a. d. Ruhr: Bagel 1899.
- „22 Pfennig-Küche.“ Praktische Anweisung, die tägliche Mittagsmahlzeit für 1 Person für 22 Pfennige herzustellen, nebst vorangehenden Haushaltungs-Regeln … (= Das Hauswesen in seinem ganzen Umfange, Bändchen 2), 7. erweiterte Auflage, vollständig neu bearbeitet von Lina Kux, Guben 1904.